# Jayden Martinez
Jayden Martinez (Cibolo, 9 gennaio 2000) è un cestista statunitense.